# Кургання
Кургання (біл. вёска Курганьне) — село в складі Смолевицького району Мінської області, Білорусь. Село є адміністративним центром Курганської сільської ради, розташоване в центральній частині області.